# Brochterbeck
Brochterbeck ist ein Dorf in der westfälischen Region Tecklenburger Land (Kreis Steinfurt), das zur Stadt Tecklenburg gehört und ein staatlich anerkannter Erholungsort ist. Mit etwa 2700 Einwohnern ist es der größte Ortsteil der Stadt. Sehenswert ist das urtümliche Bocketal.

## Geographie
Brochterbeck liegt südwestlich von Osnabrück am Teutoburger Wald.
Das Dorfgebiet von Brochterbeck umfasst die fünf Liegenschaften Niederdorf, Holthausen, Horstmersch, Oberdorf und Wallen-Lienen.

## Geschichte

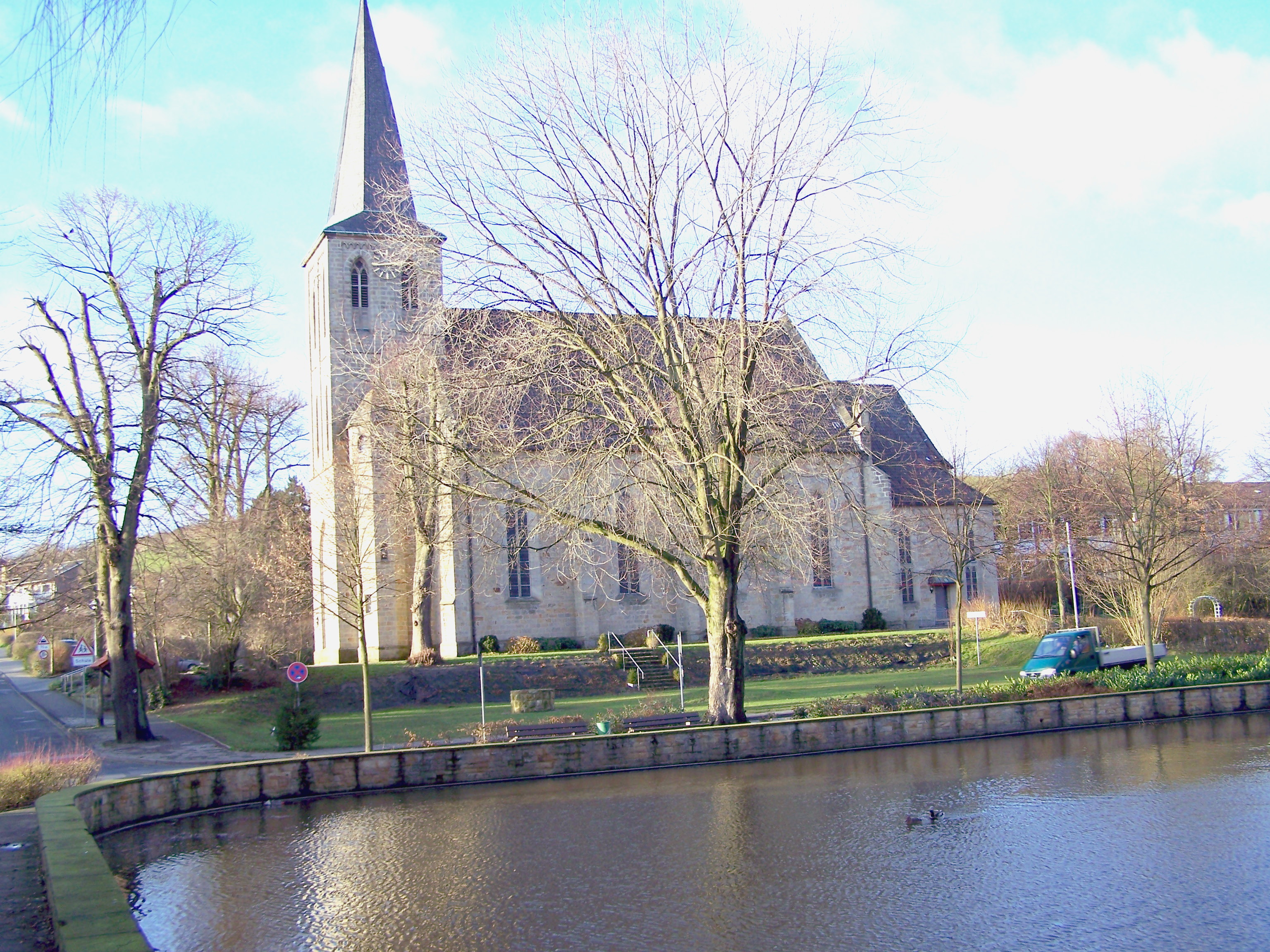
Mühlenteich im Ortskern

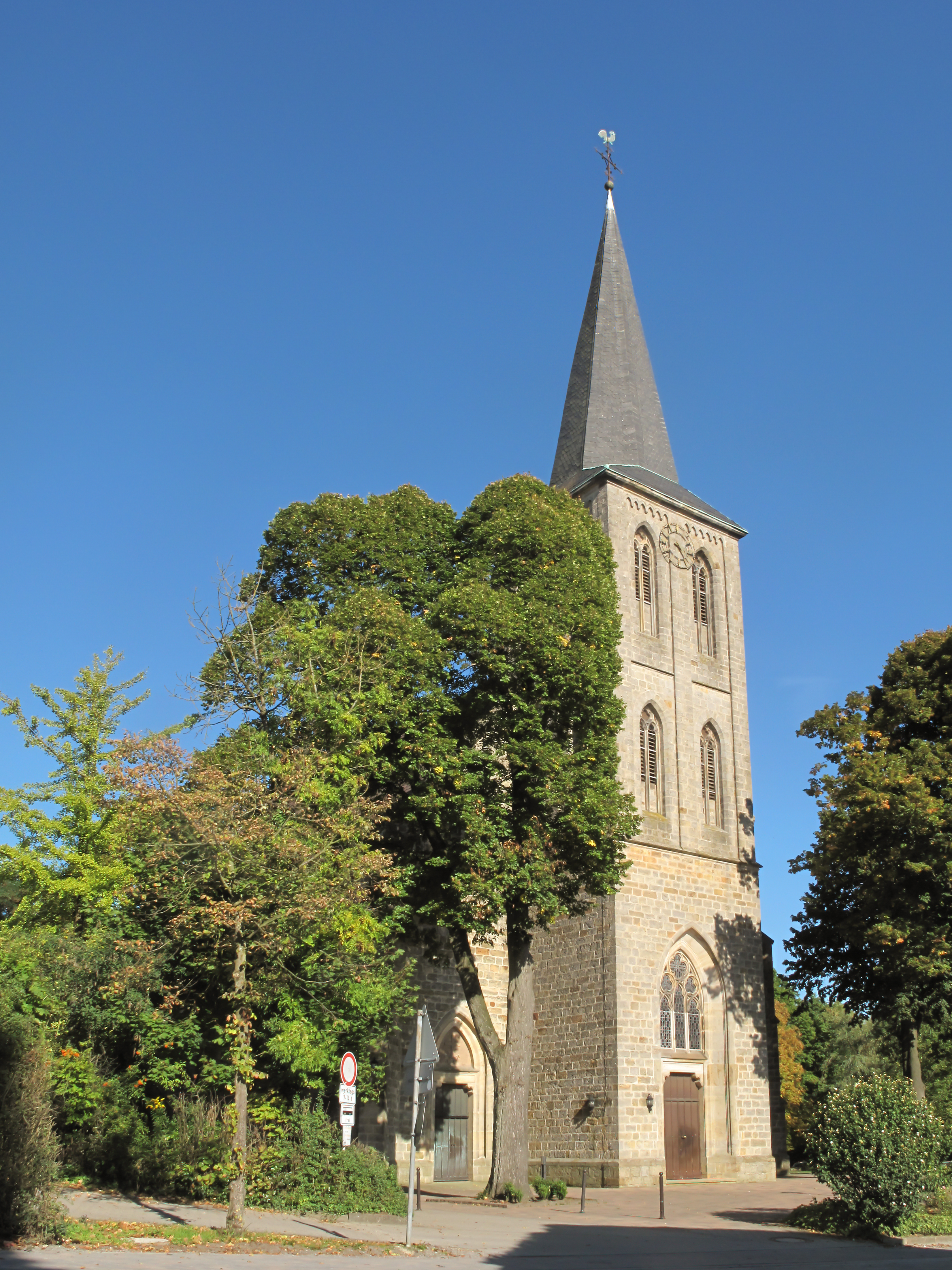
Katholische Kirche St. Peter und Paul

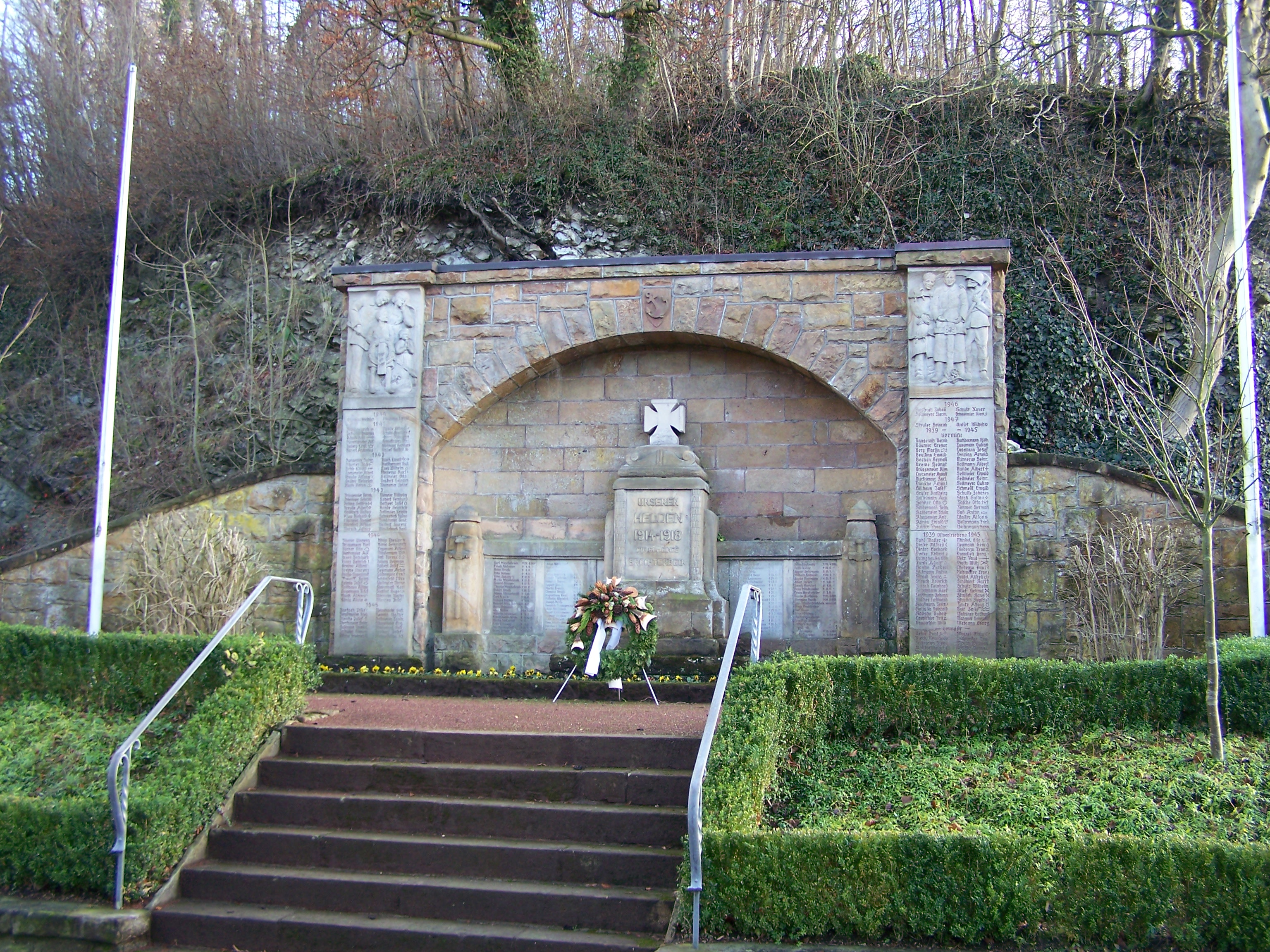
Kriegerehrenmal Brochterbeck

Brochterbeck wurde 1150 als „Brotterbike“ erstmals urkundlich erwähnt. Das Dorf liegt in dem alten Herrschaftsgebiet der ehemaligen Grafschaft Tecklenburg und umfasst die Bauerschaften Oberdorf, Niederdorf, Wallen-Lienen, Horstmersch und Holthausen. Im Jahre 1515 wurde die Grafschaft Tecklenburg geteilt. Die vier tecklenburgischen Kirchspiele, zu denen auch Brochterbeck gehörte, wurden der Grafschaft Lingen angegliedert.
Durch das politische Hin und Her im 16. und 17. Jahrhundert zwischen Spaniern und Oraniern, zwischen katholischen und reformierten Herrschaftsinteressen erlebte Brochterbeck die bewegteste Zeit seiner Geschichte. Eine gewisse Ruhe und Beständigkeit trat erst 1702 wieder ein, als die Grafschaft Lingen, einschließlich der ehemaligen tecklenburgischen Kirchspiele, durch Erbschaft an das Königreich Preußen fiel. Im Jahre 1707 wurde die Grafschaft Tecklenburg an Preußen verkauft und somit gehörte man wieder gemeinsam zum Gebiet der Tecklenburg-Lingenschen Regierung. Die alte Dorfkirche war schon seit 1648 endgültig im Besitz der evangelischen Kirchengemeinde.
Bis 1930 hatte Brochterbeck ein eigenes Amt, schloss sich dann aber dem Amt Tecklenburg an.
Am 2. April 1945 kam es in Brochterbeck zu Kämpfen zwischen der zurückweichenden deutschen Wehrmacht und den vorrückenden Alliierten Truppen. Schon am Morgen des 2. April hatten britische Truppen bei Dörenthe den Dortmund-Ems-Kanal überquert und rückten auf Brochterbeck vor. Da das Dorf nicht kampflos übergeben, sondern durch Wehrmachtverbände verteidigt wurde, sind bei den Kampfhandlungen 17 Gebäude in Flammen aufgegangen.
1972 wurde die aus dem Bocketal kommende Kreisstraße 24 auf eine Umgehungsstraße gelegt. Hierzu musste ein 23 Meter tiefer Einschnitt durch den Kleeberg gegraben werden.
Im Zuge der Gebietsreform, die am 1. Januar 1975 in Kraft trat, wurde Brochterbeck in die Stadt Tecklenburg eingemeindet.
Brochterbeck wurde 1985 das schönste Dorf des Kreises Steinfurt. In der Fortsetzung des Wettbewerbes „Unser Dorf soll schöner werden“ auf Landesebene erreichte Brochterbeck die Bronzemedaille. Ein Jahr später, 1986, erhielt das Dorf die Ernennungsurkunde „Staatlich anerkannter Erholungsort“. Bei dem Wettbewerb „Unser Dorf soll schöner werden“ im Jahr 1999 erhielt Brochterbeck die Goldmedaille auf Kreisebene.

## Bürgermeister der ehemaligen Gemeinde Brochterbeck
- 19??–1974 Gillhaus[5]
- 1969–19?? Rudi Stapenhorst (CDU)[6]
- 1964–1969 Ludwig Stermann (UWG)

## Kalkwerk
Am Osterklee wurde bis 2014 ein Kalkwerk betrieben. Das 1950 gegründete Kalkwerk wurde 1957 durch H. Wallmeyer & Söhne übernommen. Bis 1995 wurde der benötigte Kalkstein direkt am Werk im eigenen Steinbruch gebrochen, anschließend musste der Kalkstein von außerhalb herangeschafft werden. 2009 wurde das Werk an die Firma Calcis aus Lienen verkauft, die dort kohlensauren Kalk und Kalkhydrat herstellte. Nach der Stilllegung 2014 wurde das Werk 2015 abgerissen.

## Eisenbahnverkehr

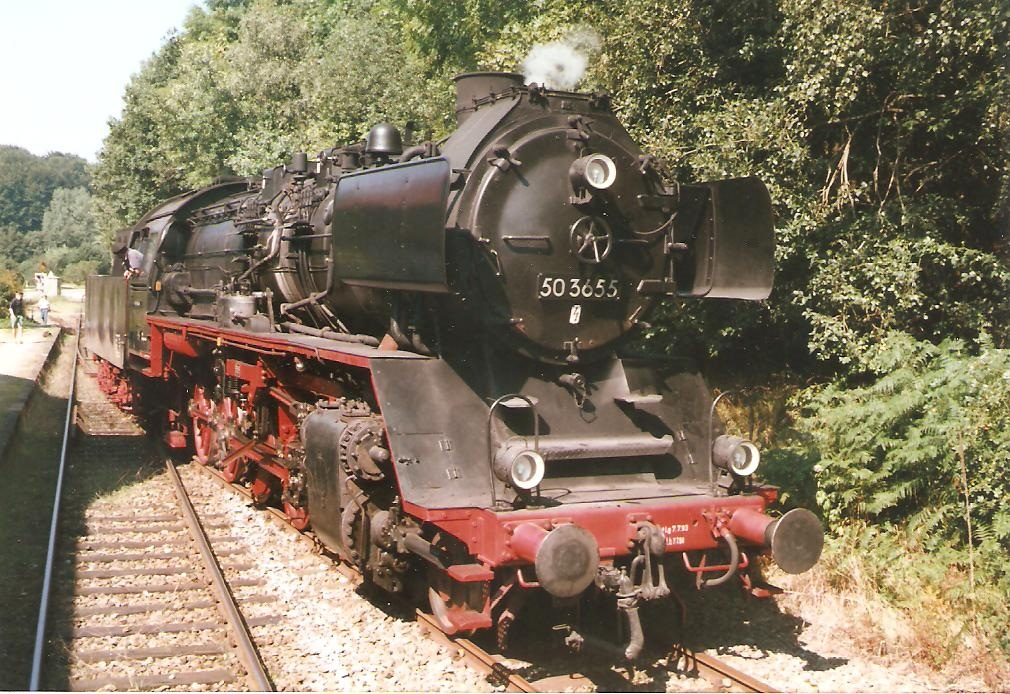
Teuto-Express Dampflok 50 3655 im Bahnhof Brochterbeck

Der bis 1968 auch vom Personenzugverkehr bediente Abzweigbahnhof Brochterbeck liegt oberhalb vom Ortskern an dem 1901 eröffneten Streckenabschnitt Lengerich–Ibbenbüren / Hafen Dörenthe der Teutoburger Wald-Eisenbahn (TWE) und wird heute nur noch sporadisch für den Güterverkehr und Sonderfahrten des Teuto-Express genutzt. Das kleine Stationsgebäude ist abgerissen, Teile des Geländes dienten zur Erweiterung des Ringhotels Teutoburger Wald.
Nachdem es infolge der Sommerunwetter im August 2010 in Höhe des Golfplatzes zu einem Dammrutsch gekommen ist, endet der „Teuto-Express“ aus Lengerich bereits in Tecklenburg und kann nicht länger über Brochterbeck bis Ibbenbüren Aasee fahren. Als nach einem Jahr die Gleise auch noch in Richtung Süden unterbrochen und vom neuen TWE-Eigentümer Captrain Deutschland nicht repariert wurden, gründete sich im Januar 2012 ein „Aktionsbündnis pro TWE“, das sich u. a. den langfristigen Erhalt und die regelmäßige Nutzung der Bahnstrecke Ibbenbüren–Hövelhof in den Bereichen Freizeit- und Tourismusverkehr zum Ziel gesetzt hat.

## Persönlichkeiten

### Ehrenbürger
- 1972 – Josef Wortmann (1892–1976), Pfarrer der katholischen Kirchengemeinde von 1947 bis 1963[10][11]

### Personen, die mit dem Ort in Verbindung stehen
- Johannes Stapenhorst (1855–1917), in Brochterbeck geboren, Bergwerksdirektor
- Ottilie Baranowski (1925–2022), Bibliothekarin und niederdeutsche Autorin, lebte in Brochterbeck[12]
- Anja Karliczek (* 1971), Kauffrau, Politikerin und Bundestagsabgeordnete (CDU), für die Union zudem Vorsitzende des Stadtverbands Tecklenburg und deren Tecklenburger Ratsfraktion; zwar geboren in Ibbenbüren, stammt aber aus Brochterbeck, wo sie aufwuchs und auch heute (Stand 2013) lebt und arbeitet
- Christian Hans Feismann (* 1994), Footballspieler der GFL1 Mannschaft Paderborn Dolphins[13] und gebürtiger Brochterbecker.